# Forte de São José da Barra do Rio Negro
O Forte de São José da Barra do Rio Negro, também referido como Fortim de São José, Forte do Rio Negro, Fortaleza de São José do Rio Negro e Fortaleza do Rio Negro, localizava-se na margem esquerda da barra do rio Negro, um pouco acima da sua confluência com o rio Solimões, atual cidade de Manaus, no estado brasileiro do Amazonas.

## História

### A questão da fundação
Os estudiosos não são acordes nem quanto à data de início nem quanto ao construtor desta fortificação, ligada à fundação da atual Manaus. A disparidade entre datas varia entre 1667 e 1669 (SOUZA, 1885:57; BETTENDORF, Pe. João Felipe. apud: MONTEIRO, 1994:35; GARRIDO, 1940:18), 1670 (BARRETTO, 1958:45), anterior a 1691 (FRITZ, Pe. Samuel. apud: op. cit., p. 35), 1691 (MORAES FILHO, Melo. apud: op. cit., p. 35), 1697 (VARNHAGEN, Francisco Adolfo de. apud: op. cit., p. 35). REIS (1966) não dispõe desta data, admitindo como solução provisória a data de 1669 para a obra de Francisco da Mota Falcão. (OLIVEIRA, 1968:751)

### O Forte de São José
A Provisão-Régia de 15 de dezembro de 1684 determinou a construção
"pelo rio das Amazonas acima quatro casas-fortes (...), uma no [rio] Tapajós, que domina as serrinhas, no rio das Trombetas que domina os Condoriz, Iamundás, Tupinabaranas, Anbáguaribi e os Aturiás, e os Argus; outra nos rios Negro, que domina todo o dito rio e Ganapicenas, Solimões, Cuashigaras, Caxapi, e outra no rio da Madeira, que domina todo o dito rio e os Turunas, Abacaxis, e Tiraguás, e para a defesa destas fortalezas e segurança da Campanha bastarão ter cada uma dez soldados e de duas até quatro peças de artilharia; as quais fortalezas se podem fazer com pouco dispêndio a respeito de seu interesse por ser a fábrica de madeira, e de terra uma e outra tão própria para duração, e segurança que a terra se conglutina, e faz com o tempo tão firme e tão dura como as pedras, e as madeiras são incorrutíveis, e deles também entendido o usaram continuamente os índios deste sertão em guerras uns contra os outros. (...)." (MONTEIRO, 1994:35)
Iniciado por determinação do governador do Estado do Maranhão e Grão-Pará, Capitão-general Antônio de Albuquerque Coelho de Carvalho (1685-1690), foi uma das quatro fortificações erguidas pelo maranhense capitão Francisco da Mota Falcão às próprias expensas nos sítios que lhe fossem indicados, em troca da mercê do governo vitalício de uma delas (ver Forte do Paru de Almeirim, Forte de Santo Antônio dos Pauxis de Óbidos, e Forte dos Tapajós de Santarém). REIS (1966) admite como data para esta edificação o ano de 1669 (OLIVEIRA, 1968:751), data essa que não é consistente com aquela governação. OLIVEIRA (1968) atribui a autoria dessa edificação a Manuel da Mota Siqueira, em 1697 (op. cit., p. 751), o que nos remete ao mesmo contexto, uma vez que tendo Mota Falcão falecido, deixando as obras desses fortes inacabadas, o seu filho, Mota Siqueira, assumiu e conclui a empreitada. (BARRETTO, 1958:50)
Simples fortim, provavelmente de faxina e terra, apresentava planta no formato de um polígono quadrangular, sem fosso. Estava artilhado com quatro peças de calibres 3 e 1. De sua guarnição (270 homens), saíam os destacamentos para guarnecer os fortes e presídios dos rios Negro, Branco, Solimões e Içá, bem como para os registros do rio Madeira (SOUZA, 1885:57; GARRIDO, 1940:18). O seu primeiro comandante foi o Capitão Ângelo de Barros (Sampaio, 1775. apud SILVA, 1992:153). O nome de seu primeiro comandante também é grafado como Angélico de Barros (MONTEIRO, 1994).

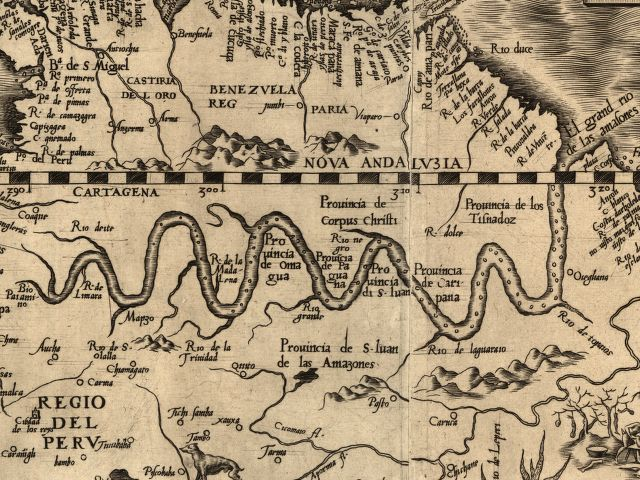
Mapa de 1562 da região do Rio Amazonas.

Em 1720 o Governador e Capitão-general Bernardo Pereira de Berredo e Castro propôs a sua mudança para o furo do Jauperi, o que chegou a ser aceite por João V de Portugal, mas jamais se consumou. (OLIVEIRA, 1968:754) Serviu como quartel para as forças portuguesas envolvidas nas demarcações decorrentes do Tratado de Madri (1750).
Com a criação da Capitania de São José do Rio Negro (1755), o seu primeiro Governador, o coronel de Infantaria Joaquim de Melo e Póvoas melhorou-a, embora continuasse um pequeno reduto. (OLIVEIRA, 1968:754) Foi desarmado em 1783 (BARRETTO, 1958:45-46). Dele existe iconografia (Prospecto da Fortalezza do Ryo Negro) nos Prospectos das Fortalezas do Rio Negro, Tapajós, Pauxis, e Gurupá, mandados fazer, no ano de 1756, pelo capitão-general Francisco Xavier de Mendonça Furtado, Presidente da Província do Pará e 1° Comissário das Demarcações dos Reais Domínios de Sua Majestade Fidelíssima da parte Norte.
Foi visitado pela expedição de Alexandre Rodrigues Ferreira, que nos relata que, em 1774 a guarnição ordinária do forte era composta de cem praças e de uma companhia de infantaria auxiliar com o mesmo efetivo. A farda dessa tropa eram calções brancos apresilhados sob o joelho, meias brancas compridas, banda e casaco vermelhos, chapéu armado de dois bicos, galões de ouro, adereço de espada, chifarote, facão de mato e espingarda. OLIVEIRA (1968) refere que o mesmo naturalista, em 1785, observou, no interior do "fortim", quartel (casa de palha) para dois oficiais e alguns soldados. (op. cit., p. 754). Poucos anos mais tarde, quando ali passou em 1788 em viagem pastoral, D. Frei Caetano da Anunciação Brandão, a seu respeito registrou que "(...) não tem mais que o nome.". (OLIVEIRA, 1968:754)
O "logar da Barra", povoação que se desenvolveu à sombra do forte sob o governo do Brigadeiro Manuel da Gama Lobo D'Almada, tornou-se a sede da Capitania de São José do Rio Negro (1791), sendo elevada a Vila da Barra do Rio Negro para esse fim, a 29 de março de 1808.
Já no Brasil Império, a comarca ganhou a condição de Província do Amazonas, sendo a Vila da Barra do Rio Negro elevada a capital com o nome de Manaus (5 de setembro de 1850).

### Decadência, abandono e demolição
Com o crescimento urbano e a evolução do armamento no século XIX, a estrutura perdeu importância tática. Foi considerada como fortificação de 2ª Classe pelo Aviso do Ministério da Guerra de 14 de fevereiro de 1857 até que um novo Aviso, a 22 de maio de 1875, determinou o seu abandono (SOUZA, 1885:57-58; GARRIDO, 1940:18).
GARRIDO (1940) esclarece que os seus vestígios foram arrasados para dar lugar ao Palácio do Governo da Província, à época (1940), ocupado pela Prefeitura Municipal de Manaus (op. cit., p. 18). BARRETTO (1958) complementa que à época (1958), sobre os vestígios dos seus alicerces, erguia-se a edificação da Estação de Rádio da 8ª Região Militar (op. cit., p. 46). REIS (1966) informa que, sobre o seu local foi erguido o edifício da Tesouraria da Fazenda, depois Diretoria da Fazenda Estadual. (OLIVEIRA, 1968:754)